# Otto Atzrott

Otto Atzrott (1901)

Georg Wilhelm Otto Atzrott (* 4. Dezember 1854 in Berlin; † 5. Februar 1922 ebenda) war ein deutscher Turnfunktionär. Als einer der „Turnväter“ Berlin-Brandenburgs beeinflusste er über mehrere Jahrzehnte das damals als Volkssport beliebte Turnen. Er gab als „Turnerische Zeitschrift“ das Kreisblatt für den deutschen Turnkreis III b heraus und führte die Kassengeschäfte der Deutschen Turnerschaft.

## Leben und Wirken
Als Sohn des Tischlermeisters Johann Georg Atzrott und dessen Ehefrau Ernestine Emilie Auguste geborene Ewald besuchte er die Königliche Realschule in Berlin, wo er den dort von F. Voigt neueingeführten Turnunterricht kennenlernte, an dem er großen Gefallen fand. Als er im Anschluss Supernumerrar und späterer Polizeisekretär beim Polizeipräsidium Berlin wurde, trat er als eifriges Mitglied der Berliner Turnerschaft bei. 1878 gab er die amtliche Publikation Sozialdemokratische Druckschriften und Vereine, verboten auf Grund des Reichsgesetzes gegen die gemeingefährlichen Bestrebungen der Sozialdemokratie vom 21. Oktober 1878 heraus.
1879 wurde er zum Hauptschriftwart und 1887 zum stellvertretenden Vorsitzenden der Berliner Turnerschaft gewählt. Zwei Jahre später heiratete er in Neustrelitz die Tochter eines promovierten Arztes.
1895 erfolgte seine Ernennung zum Kreisvertreter des Kreises III b der Deutschen Turnerschaft. Dieser Turnkreis erhielt später die Bezeichnung „Südwestmärkischer Turngau“ und umfasste große Teile der preußischen Provinz Brandenburg. Atzrott war u. a. auch für die Organisation der alle zwei Jahre an anderen Orten ausgetragenen Kreisturnfeste des Turnkreises verantwortlich, die aufgrund ihrer breiten Öffentlichkeitswirkung zur Förderung des Turnsportes beitrugen. 
Gleichzeitig wurde Atzrott 1879 Mitglied des reichsweiten Ausschusses der Deutschen Turnerschaft und später deren Kassenwart. Durch eine Eingabe im Deutschen Reichstag trug er als Ausschussmitglied 1893 maßgeblich dazu bei, dass der Turnunterricht in den Schulen flächendeckend im gesamten Deutschen Reich eingeführt wurde. Mehrfach nahm er in führender Stellung an den seit 1860 ausgetragenen internationalen Deutschen Turnfesten teil.
Nach Erreichen des Pensionsalters schied er als Oberpolizeirat aus dem Polizeidienst aus. Sein Sohn war der Studienrat Hans Atzrott (* 1890 in Steglitz; † 1988 in Kassel).